# Je t'aime, je te tue
Je t'aime, je te tue (titre original allemand : Ich liebe dich, ich töte dich) est un film allemand réalisé par Uwe Brandner, sorti en 1971.

## Fiche technique
- Titre original :  Ich liebe dich, ich töte dich
- Titre français : Je t'aime, je te tue
- Réalisation : Uwe Brandner
- Scénario : Uwe Brandner
- Photographie : André Dubreuil
- Montage : Heidi Genée
- Son : Manfred Angermeyer, Helmut Prasch
- Musique : Uwe Brandner, Heinz Hetter, Kid Olanf
- Production : Bavaria Filmstudios
- Pays d'origine :  Allemagne de l'Ouest
- Langue originale : Allemand
- Format : Couleur - 1,66:1 - son mono - 35 mm
- Durée : 94 minutes
- Dates de sortie :
  -  Allemagne : 27 juin 1971
  -  France : 20 octobre 1971

## Distribution
- Rolf Becker
- Hannes Fuchs
- Helmut Brasch
- Marianne Blomquist
- Monika Hansen

## Sélection
- 1971 : Festival de Cannes (section parallèle)[1]